# Vivienne Malone-Mayes
Vivienne Lucille Malone-Mayes (1932–1995) fue una matemática y profesora afroestadounidense.

## Vida personal
Vivienne Lucille Malone nació en Waco, Texas, hija de Pizarro y Vera Estelle Allen Malone. Vivienne se casó con James Mayes en 1952.

## Educación y carrera
Vivienne afrontó los retos educativos asociados a crecer en una comunidad del Sur siendo una persona afroamericana, incluso en un momento donde las escuelas estaban segregadas, pero gracias al apoyo de sus padres, ambos educadores, pudo alcanzar sus metas educativas. Se graduó del colegio A. J. Moore High School en 1948. Fue admitida en la Universidad de Fisk a la edad 16 donde obtuvo una licenciatura (1952) y una maestría (1954). Vivienne cambió su ámbito de estudio de medicina a matemáticas después de que empezara a estudiar con Evelyn Boyd Granville y Lee Lorch. Granville fue una de las primeras dos mujeres afro -americanas en obtener su doctorado en matemáticas.
Después de obtener su título de maestría presidió el departamento de Matemáticas en Paul Quinn College durante siete años y después en Bishop College antes de pretender comenzar a estudiar sus cursos de doctorado. Fue rechazada en la Universidad de Baylor debido a segregación cultural y optó por estudiar en la Universidad de Texas. Después de otro año como docente, se dedicó a estudiar de manera exclusiva en Texas como estudiante de posgrado. Se graduó en 1966 y fue la quinta mujer afroamericana en obtener un doctorado en matemáticas.